# Cras (Isère)
Cras is een gemeente in het Franse departement Isère (regio Auvergne-Rhône-Alpes) en telt 325 inwoners (1999). De plaats maakt deel uit van het arrondissement Grenoble.

## Geografie
De oppervlakte van Cras bedraagt 5,4 km², de bevolkingsdichtheid is 60,2 inwoners per km².
De onderstaande kaart toont de ligging van Cras (Isère) met de belangrijkste infrastructuur en aangrenzende gemeenten.

## Demografie
Onderstaande figuur toont het verloop van het inwonertal (bron: INSEE-tellingen).